# Eikonálová rovnice
Eikonálová rovnice je jednou ze základních rovnic geometrické (paprskové) optiky. Jedná se o nelineární diferenciální rovnici, která ukazuje vztah mezi vlnovou optikou a geometrickou optikou. Eikonálová rovnice se dá odvodit z Maxwellových rovnic. Do nich dosadíme intenzitu harmonické rovinné vlny ve tvaru:
{\displaystyle E(r,t)=E_{0}(r)\exp[-i(\omega t-kS(r)]}
kde {\displaystyle E_{0}} je amplituda intenzity elektrického pole, {\displaystyle \omega } je frekvence světla, k je velikost vlnového vektoru a S je eikonál.
Po dosazení E(r,t) tohoto tvaru do Maxwellových rovnic získáme podmínku pro nenulovost pole – eikonálovou rovnici.
Eikonálová rovnice:
{\displaystyle (\nabla S)^{2}=n^{2}}
kde S je eikonál, n je index lomu prostředí
Při známém průběhu indexu lomu lze z eikonálové rovnice určit tvar vlny. Geometrické místo bodů s konstantní hodnotou eikonálu určuje vlnoplochu. Paprsek v geometrické optice pak definujeme jako normálu k této vlnoploše.